# Midnight Club II
Midnight Club II es un videojuego de carreras desarrollado por Rockstar San Diego y publicado por Rockstar Games. Es la secuela de Midnight Club: Street Racing,  publicado para la PlayStation 2, Xbox y Microsoft Windows. Los jugadores pueden correr a través de ciudades basado en Los Ángeles, París y Tokio. El juego también cuenta con un componente multijugador en línea. Es el segundo juego de la franquicia Midnight Club, seguido de Midnight Club 3: DUB Edition.

## Recepción
El juego fue recibido con recepción positiva. GameRankings y Metacritic le dieron una puntuación de 85,85% y 85 de 100 para la versión de PlayStation 2; 87,45% y 86 de 100 para la versión de Xbox; y 84.88%, y 81 de 100 para la versión de PC.
Entertainment Weekly dio una B+ y declaró que, "Ya sea una carrera contra el reloj o tratar de vencer a los otros conductores en los concursos de puestos de control, la memorización de los mapas y la búsqueda de los muchos atajos es crucial". The Village Voice le dio a la versión de PS2 una puntuación de ocho de diez y afirmó que "la única manera [Rockstar] podría hacer [el juego] mejor sería establecer en Boston, donde los borrachos quedó afuera de los bares de largo después de la T ha cerrado carreteras hacia abajo, las inundaciones con la construcción ahogado". Maxim también le dio al juego una puntuación de ocho de diez, y dijo que "no puede presumir de garajes hinchado con los habituales imanes de pollo de marca que se encuentra en otros juegos de carreras, pero la parte más vulnerable de carreras oscuro de  Midnight Club II  tiene igual de muchas emociones como el líder autopia mono de grasa". Sin embargo, Playboy le dio 75% y dijo que, "los controles Touchy requieren precisión para evitar demolición o, peor aún, se bifurcan en su paseo a un Frenchie".
El juego ha vendido 1,28 millones de copias en todo el mundo en la versión de PlayStation 2.